# SN 2001hv
SN 2001hv – supernowa odkryta 12 listopada 2001 roku w galaktyce A084740+4423. W momencie odkrycia miała maksymalną jasność 24,00m.